# Maison de Sverker

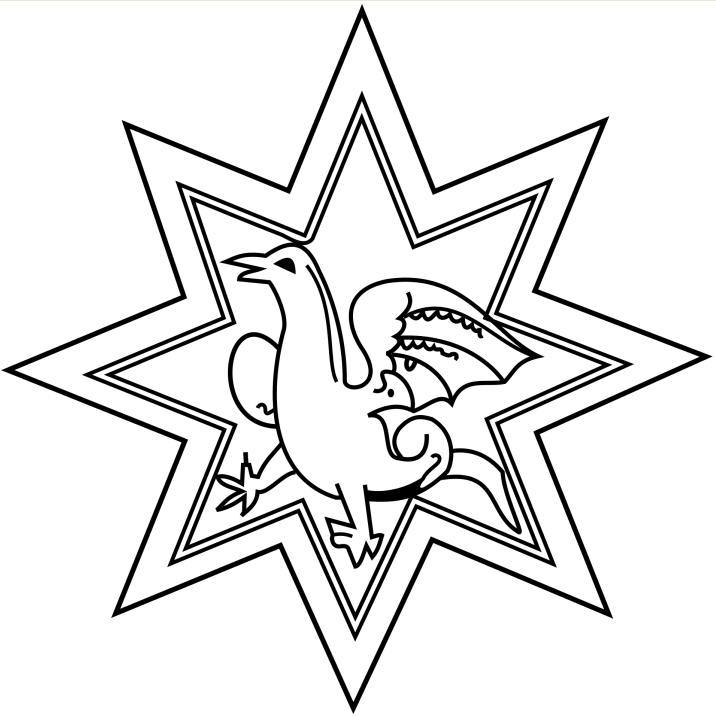
Emblème héraldique de Helena, la fille de Sverker le Jeune.

La maison de Sverker (Sverkerska ätten en suédois) est une dynastie qui succède à la maison de Stenkil et règne par intermittence sur la Suède entre 1130 et 1222. Durant cette période, elle s'oppose à la maison d'Erik.

## Rois
- 1130-1156 : Sverker l'Ancien
- 1161-1167 : Karl Sverkersson
- 1195-1208 : Sverker le Jeune
- 1216-1222 : Johan Sverkersson

## Arbre généalogique
- Sverker l'Ancien (mort en 1156), ép. 1) Ulvhild Håkansdotter 2) Richezza de Pologne
  - (1) Johan (mort en 1153)
    - Cecilia, ép. Knut Ier Eriksson, fils de saint Eric IX et de Christine, petite-fille maternelle d'Inge Ier de Suède, fils de Stenkil
      - Maison d'Erik : Éric X de Suède, père d'Éric XI

    - Burislev et Kol (ascendance incertaine)

  - (1) Karl (mort en 1167), ép. Kristina Stigsdotter Hvide, arrière-arrière-petite-fille d'Inge Ier de Suède
    - Sverker II le Jeune (mort en 1210), ép. 1) inconnue 2) Ingegerd Birgersdotter 3) Benedikta Ebbesdotter
      - (1) Karl (mort vers 1198), ép. Ingeborg Sverresdotter
      - (2) Johan (mort en 1222)
      - (3) Helena, ép. Sune Folkesson
        - Katarina (morte en 1252), ép. Erik XI Eriksson ci-dessus
        - Bengta (morte en 1261), ép. 1) Lars Petersson 2) Svantepolk Knutsson
          - Ingrid Svantepolksdotter et deux filles avec 2)

  - (1) Ingegärd (morte en 1204), abbesse de Vreta
  - (1) Sune Sik
    - Ingrid Ylva (morte vers 1251), ép. Magnus Minnisköld
      - Birger Jarl (mort en 1266), ép. Ingeborg de Suède, fille d'Éric X de Suède et de Richardis de Danemark, elle-même arrière-petite-fille de Christine, fille d'Inge Ier de Suède
        - Folkungar : Valdemar Ier et son frère Magnus III de Suède, père entre autres d'Erik Magnusson, d'où la suite des rois de Suède

  - (1) Helena, ép. Knud Magnussen
  - (2) Burislev